# Józef Han Wŏn-sŏ
Józef Han Wŏn-sŏ (kor. 한재권 요셉) (ur. 1836 w prowincji Chungcheong w Korei, zm. 13 grudnia 1866 w Jeonju w Korei) – koreański katechista, męczennik, święty Kościoła katolickiego.
Urodził się w prowincji Chungcheong. Podczas prześladowań antykatolickich w Korei został aresztowany 3 grudnia 1866 roku i trafił do więzienia w Jeonju. Tam torturami usiłowano zmusić go do wyrzeczenia się wiary. Również jego ojciec, niebędący katolikiem, próbował namówić go do odstępstwa, prosił również gubernatora o uwolnienie syna, jak też usiłował doprowadzić do tego przekupstwem. Starania te jednak nie zakończyły się sukcesem. Józef Han Wŏn-sŏ został ścięty 13 grudnia 1866 roku, razem z 5 innymi katolikami (Piotrem Cho Hwa-sŏ, Piotrem Son Sŏn-ji, Bartłomiejem Chŏng Mun-ho, Piotrem Yi Myŏng-sŏ i Piotrem Chŏng Wŏn-ji).
Wspominany jest w dzienną rocznicę śmierci oraz 20 września w grupie 103 męczenników koreańskich.
Beatyfikowany 6 października 1968 r. przez Pawła VI, kanonizowany 6 maja 1984 r. w Seulu przez Jana Pawła II w grupie 103 męczenników koreańskich.